# Сандерсон (Техас)
Сандерсон (англ. Sanderson) — переписна місцевість (CDP) в США, в окрузі Террелл штату Техас. Населення — 664 особи (2020).

## Географія
Сандерсон розташований за координатами 30°9′3″ пн. ш. 102°24′28″ зх. д. / 30.15083° пн. ш. 102.40778° зх. д. (30.150794, -102.407916).  За даними Бюро перепису населення США в 2010 році переписна місцевість мала площу 10,86 км², уся площа — суходіл.

### Клімат
| Клімат : Сандерсон                                                  | Клімат : Сандерсон | Клімат : Сандерсон | Клімат : Сандерсон | Клімат : Сандерсон | Клімат : Сандерсон | Клімат : Сандерсон | Клімат : Сандерсон | Клімат : Сандерсон | Клімат : Сандерсон | Клімат : Сандерсон | Клімат : Сандерсон | Клімат : Сандерсон | Клімат : Сандерсон |
| Показник                                                            | Січ.               | Лют.               | Бер.               | Квіт.              | Трав.              | Черв.              | Лип.               | Серп.              | Вер.               | Жовт.              | Лист.              | Груд.              | Рік                |
| Абсолютний максимум, °C                                             | 30,6               | 34,4               | 35,6               | 38,3               | 42,8               | 43,3               | 41,7               | 41,1               | 41,1               | 38,9               | 34,4               | 29,4               | 43,3               |
| Середній максимум, °C                                               | 16,0               | 18,1               | 22,7               | 27,5               | 30,7               | 33,3               | 33,7               | 33,6               | 30,5               | 26,0               | 20,7               | 16,3               | 25,8               |
| Середня температура, °C                                             | 7,8                | 9,8                | 14,2               | 19,2               | 23,2               | 26,4               | 27,2               | 26,9               | 23,7               | 18,4               | 12,6               | 8,2                | 18,2               |
| Середній мінімум, °C                                                | −0,3               | 1,6                | 5,7                | 10,9               | 15,7               | 19,6               | 20,8               | 20,2               | 16,8               | 10,8               | 4,6                | 0,2                | 10,6               |
| Абсолютний мінімум, °C                                              | −13,9              | −15,6              | −11,1              | −5,6               | 2,8                | 4,4                | 9,4                | 12,2               | 4,4                | −6,1               | −11,1              | −16,1              | −16,1              |
| Днів з дощем                                                        | 3                  | 3                  | 2                  | 2                  | 4                  | 4                  | 3                  | 4                  | 5                  | 4                  | 2                  | 2                  | 38,0               |
| ------------------------------------------------------------------- | ------------------ | ------------------ | ------------------ | ------------------ | ------------------ | ------------------ | ------------------ | ------------------ | ------------------ | ------------------ | ------------------ | ------------------ | ------------------ |
| Джерело: Western Regional Climate Center, Desert Research Institute |                    |                    |                    |                    |                    |                    |                    |                    |                    |                    |                    |                    |                    |

## Демографія
Згідно з переписом 2010 року, у переписній місцевості мешкало 837 осіб у 370 домогосподарствах у складі 214 родин. Густота населення становила 77 осіб/км².  Було 542 помешкання (50/км²).
Расовий склад населення:
| - 84,7 % — білих - 0,6 % — корінних американців - 0,4 % — чорних або афроамериканців - 0,4 % — азіатів - 12,9 % — осіб інших рас |

До двох чи більше рас належало 1,1 %. Частка іспаномовних становила 51,4 % від усіх жителів.
За віковим діапазоном населення розподілялося таким чином: 22,3 % — особи молодші 18 років, 56,8 % — особи у віці 18—64 років, 20,9 % — особи у віці 65 років та старші. Медіана віку мешканця становила 44,8 року. На 100 осіб жіночої статі у переписній місцевості припадало 106,7 чоловіків;  на 100 жінок у віці від 18 років та старших — 101,9 чоловіків також старших 18 років.
Середній дохід на одне домашнє господарство  становив 53 724 долари США (медіана — 31 458), а середній дохід на одну сім'ю — 72 434 долари (медіана — 48 929). Медіана доходів становила 70 938 доларів для чоловіків та 22 031 долар для жінок. За межею бідності перебувало 20,2 % осіб, у тому числі 26,0 % дітей у віці до 18 років та 32,0 % осіб у віці 65 років та старших.
Цивільне працевлаштоване населення становило 365 осіб. Основні галузі зайнятості: публічна адміністрація — 29,3 %, роздрібна торгівля — 11,2 %, науковці, спеціалісти, менеджери — 10,4 %, освіта, охорона здоров'я та соціальна допомога — 10,4 %.